# スズキコージ
スズキ コージ（1948年〈昭和23年〉2月28日 - ）は、日本の絵本作家。本名：鈴木 康司（読みは同じ）。血液型はB型。

## 来歴
静岡県浜名郡小野口村（後に浜名町→浜北町→浜北市→浜松市浜北区を経て、現在の浜松市浜名区）に生まれる。静岡県立浜松西高等学校卒業後上京し、赤坂の割烹料理店にて住み込みで働きながら、歌舞伎町などの路上にて作品を発表。
『平凡パンチ』の編集者だった叔父の伝手で堀内誠一に見込まれ、『平凡パンチ』女性版（『anan』の前身）にてイラストレーターとしてデビューする。1971年に初個展を開催。2014年、「スズキコージの絵本原始力展」（姫路市立美術館）を開催。

### 絵本作家
- 1973年1月刊行の『ゆきむすめ』（ロシアの民話、文：岸田衿子、世界文化社〈こどものための3冊の本：全20巻〉のうち第19巻 - 2 ）にて、絵本作家デビュー。なお、デビュー作は「鈴木康司」名義[注 1]。
- 堀内誠一に出会った事が、絵本作家デビューのキッカケだと語っている[1]。

## 受賞歴
- 1987年、「エンソくん きしゃにのる」（福音館書店）で小学館絵画賞受賞
- 1989年、「ガラスめだまときんのつののやぎ」（福音館書店）及び「やまのディスコ」（架空社）で絵本にっぽん賞受賞
- 2004年、「おばけドライブ」（ビリケン出版）で第35回講談社出版文化賞絵本賞受賞
- 2008年、「旅ねずみ」（作・松居スーザン、金の星社）で第22回赤い鳥さし絵賞受賞
- 2009年、「ブラッキンダー」（イースト・プレス）で第14回日本絵本賞大賞受賞
- 2017年、「ドームがたり」（玉川大学出版部）で第6回JBBY賞受賞
- 2018年、「ドームがたり」（玉川大学出版部）で第23回日本絵本賞受賞

## 画集
- 「WITCHEN」（架空社）
- 「ゼレファンタンケルダンス」（架空社）
- 「スズキコージズキンの大魔法画集」（平凡社）

## 作品
- 「十三月城へ」（エクリ）
- 「ガラスめだまときんのつののやぎ」（福音館書店）
- 「あつさのせい?」（福音館書店）
- 「うみのカラオケ」（クレヨンハウス）
- 「エンソくんきしゃにのる」（福音館書店）
- 「PICTURE SHOW」（架空社）
- 「おばけドライブ」（ビリケン出版）
- 「かぞえうたのほん」（福音館書店）
- 「きゅうりさんあぶないよ」（福音館書店）
- 「クリスマスプレゼントン」（ブッキング）
- 「サルビルサ」（架空社）
- 「ウシバス」（あかね書房）
- 「そらとぶカカシ」（福音館書店）
- 「そらのおっぱい」（絵:大畑いくの／農山漁村文化協会）
- 「パッパカサーカス」（未知谷）
- 「つえつきばあさん」（ビリケン出版）
- 「とさかにごはん」（理論社）
- 「なんでも見える鏡」（福音館書店）
- 「乳牛の絵本」（文:三友盛行／農山漁村文化協会）
- 「はずかしがりやのおつきさん」（福音館書店）
- 「ひつじかいとうさぎ」（福音館書店）
- 「ヒツジの絵本」（農山漁村文化協会）
- 「やまのディスコ」（架空社）
- 「まざあ・ぐうす」（北原白秋訳／1976年／角川書店）
- 「ぼくのピエロ」（作：草鹿宏／1980年／リブロポート）
- 「びんの中の子どもたち」（文:大海赫／1983年／偕成社）なおブッキングによる復刻版はスズキでなく大海の挿絵。
- 「ねことビンボケ大戦争」（文:大海赫／1983年／偕成社）
- 「大千世界の生き物たち」（1994年／架空社）
- 「やさい町どんどん」（作：神沢利子／1994年／福音館書店）

## 映画
- 「プ」（1995年／サンタ役）

## テレビ
- 「絵が語る僕のすべて〜絵本作家・画家 スズキコージの世界〜」（日曜美術館／2019年）

## 関連書籍
- 「アッチコッチの歌」（未知谷）「スズキコージの絵本原始力展」公式作品集
- 「聖スズキコージの方舟」（未知谷）旧知の写真家みやこうせいが撮り溜めたスズキコージ写真集